# Rema (Kuta Panjang)
Rema is een bestuurslaag in het regentschap Gayo Lues van de provincie Atjeh, Indonesië. Rema telt 920 inwoners (volkstelling 2010).